# Carmen Electra
Tara Leigh Patrick (nascuda el 20 d'abril de 1972), coneguda professionalment amb el nom de Carmen Electra, és una actriu, model, celebritat i sex symbol estatunidenca. Va donar-se a conèixer en aparèixer en la revista Playboy i va aconseguir la fama mundialment pel seu paper a la sèrie de televisió Baywatch. A partir de la seva intervenció en la pel·lícula Scary Movie, ha continuat tenint papers importants en les successives seqüeles que han aparegut d'aquesta paròdia.

## Biografia
Tara Leigh Patrick va néixer a Cincinnati, filla de Patricia, cantant, i Harry Patrick, dedicat a l'entreteniment i guitarrista, és la petita de cinc germans. Té avantpassats irlandesos, alemanys i cherokees. A l'edat de nou anys va inscriure's a l'escola d'interpretació School of Creative and Performing Acts de Cincinnati. Posteriorment es va graduar a Princeton High School de Sharonville. L'any 1998 va ser fatal per la seva família, ja que van morir la seva mare per un tumor cerebral i la seva germana gran Debbie per un infart miocardíac.
Ha tingut diverses relacions amb altres celebritats, sobretot del món de la música. Entre elles destaquen les relacions amb els músics Prince i B-Real de Cypress Hill. La relació amb aquest últim es va fer pública quan la parella va anar al programa The Howard Stern Show on ell va declarar que havia pagat els implants de pit. Finalment es va casar amb l'excèntrica estrella de l'NBA, Dennis Rodman, amb qui va estar casada durant un any aproximadament. La cerimònia es va dur a terme a la Little Chapel of the Flowers a Las Vegas el 1998. Posteriorment va tenir un breu affaire amb Tommy Lee, ex-marit de Pamela Anderson, actriu amb qui havia treballat a la sèrie Baywatch.
El 22 de novembre de 2003, Electra es va casar amb Dave Navarro, guitarrista del grup Red Hot Chili Peppers. De la cerimònia es va realitzar el reality show anomenat Til Death Do Us Part: Carmen & Dave, que es va emetre per la MTV. A mitjans de l'any 2006 es va anunciar la seva separació i el 20 de febrer de 2007 es va confirmar el divorci. Actualment està relacionada amb el guitarrista de Korn, Rob Patterson.
Carmen Electra va organitzar una recaptació de fons per la fundació Head to Hollywood, organització sense ànim de lucre que ofereix el seu suport als supervivents de tumors cerebrals. També participa en les organitzacions Elevate Hope per donar suport a nens abandonats o que ha patit abusos, i en Hollyrod Foundation que ofereix suport emocional, físic i mèdic per malalties degeneratives com el Parkinson.
Durant la seva carrera ha aparegut en nombroses llistes de famoses "sexys", com per exemple, en la posició 59 de la revista Stuff el 2002, en la 18a de FHM el 2005 o la 28a de Maxim del 2007.

## Carrera
Patrick va començar la seva carrera professional l'any 1990 com a ballarina al parc d'atraccions Kings Island de Mason (Ohio), en l'espectacle "It's Magic". L'any 1992 es va traslladar a Califòrnia i allà va conèixer al músic Prince en una audició per un grup de rap femení. Aquest la va convèncer per utilitzar el nom artístic Carmen Electra i gravar un àlbum en solitari. Poc després va signar un contracte amb la discogràfica de Prince, anomenada Paisley Park Records i va començar la seva curta carrera de cantant.
Posteriorment va començar a aparèixer en diversos programes televisius i el 1996 es va produir la seva primera aparició nua en la revista eròtica Playboy. El seu físic complia perfectament amb l'estereotip de bellesa que es buscava a la sèrie de televisió Baywatch, i després d'alguna aparició esporàdica, va entrar a formar part de l'equip d'actors durant els anys 1997 i 1998. Aquest paper la va catapultar a la fama mundial i l'any 2003 també va aparèixer en la pel·lícula que es va realitzar sobre la sèrie, Baywatch: Hawaiian Wedding.
Degut a la popularitat aconseguida, va tornar a aparèixer a la revista Playboy en quatre ocasions més: juny de 1998, desembre de 2000, abril de 2003 i l'edició de l'aniversari del gener 2009; i va aconseguir diversos papers en pel·lícules. Tot i això, en el món del cinema, bàsicament s'ha dedicat a realitzar papers principals en sàtires. El més important va ser Scary Movie (2000), pel·lícula que parodia el terror juvenil i humor negre, i que es va estrenar quan aquest gènere estava triomfant a les cartelleres de tot el món. Degut a l'èxit obtingut per la pel·lícula, posteriorment es van realitzar diverses seqüeles que parodiaven qualsevol esdeveniment important relacionat amb el cinema, la televisió, la música o personatges famosos. Entre elles va participar en Scary Movie 4, Epic Movie, Date Movie i Meet the Spartans. Posteriorment també treballar en el remake del 2004 de la pel·lícula Starksy & Hutch, amb la qual va aconseguir el premi menor de millor petó dels guardons MTV Movie Awards. L'any 2005 va aparèixer en un capítol de la famosa sèrie de televisió House, MD interpretant a una golfista lesionada i a una pagesa lesionada, en una fantasia del protagonista de la sèrie, el Dr. House. El 2008 va treballar en el doblatge del videojoc Leisure Suit Larry: Box Office Bust, nova seqüela de la saga Leisure Suit Larry.
Gràcies a la seva popularitat ha llançat diversos productes al mercat relacionats amb el ball. Per exemple, una col·lecció de DVD sobre exercicis d'aeròbic (Carmen Electra Aerobic Striptease) on es combinen els moviments de striptease amb el treball cardiovascular o un kit que inclou una barra per aprendre a fer striptease. També ha aparegut en diversos anuncis publicitaris com la revista Maxim o la cadena de restaurants de menjar mexicà Taco Bell.

## Treballs

### Discografia
- Carmen Electra (1993)

### Filmografia
| Any  | Títol                                                                                 | Paper                   |
| ---- | ------------------------------------------------------------------------------------- | ----------------------- |
| 1997 | An American Vampire Story                                                             | Sulka                   |
| 1997 | Good Burger                                                                           | Roxanne                 |
| 1998 | Starstruk                                                                             | Iona Shirley            |
| 1998 | The Chosen One: Legend of the Raven                                                   | McKenna Ray / The Raven |
| 1999 | Hàbits d'aparellament de l'humà terrícola (The Mating Habits of the Earthbound Human) | Jenny Smith             |
| 2000 | Scary Movie                                                                           | Drew Decker             |
| 2001 | Sol Goode                                                                             | Treasure                |
| 2001 | Perfume                                                                               | Simone                  |
| 2001 | Get Over It                                                                           | Mestressa Moira         |
| 2002 | Rent Control                                                                          | Audrey                  |
| 2002 | Whacked!                                                                              | Laura                   |
| 2003 | Uptown Girls                                                                          | famosa                  |
| 2003 | My Boss's Daughter                                                                    | Tina                    |
| 2004 | Starsky i Hutch (Starsky & Hutch)                                                     | Staci                   |
| 2004 | Max Havoc: Curse of the Dragon                                                        | Debbie                  |
| 2005 | Dirty Love                                                                            | Michelle Lopez          |
| 2005 | Lil' Pimp                                                                             | Honeysack (veu)         |
| 2005 | Searching for Bobby D                                                                 | Rebecca                 |
| 2005 | Getting Played                                                                        | Lauren                  |
| 2005 | Cheaper by the Dozen 2                                                                | Sarina Murtaugh         |
| 2006 | Date Movie                                                                            | Anne                    |
| 2006 | Scary Movie 4                                                                         | Holly                   |
| 2006 | Hot Tamale                                                                            | Riley                   |
| 2007 | Epic Movie                                                                            | Mystique                |
| 2007 | I Want Candy                                                                          | Candy                   |
| 2007 | Christmas in Wonderland                                                               | Ginger Peachum          |
| 2008 | Meet the Spartans                                                                     | Queen Margo             |
| 2008 | Disaster Movie                                                                        | assassina guapa         |
| 2009 | Mardi Glass                                                                           |                         |

### Televisió
| Any       | Títol                                                      | Paper         | Dades                              |
| --------- | ---------------------------------------------------------- | ------------- | ---------------------------------- |
| 1997-1998 | Baywatch                                                   | Lani McKenzie |                                    |
| 2002      | Carmen and Dave: An MTV Love Story                         |               |                                    |
| 2003      | Dance Fever                                                |               | Cancel·lada després de 6 episodis. |
| 2003      | Baywatch: Hawaiian Wedding                                 | Lani McKenzie |                                    |
| 2004      | 'Til Death Do Us Part: Carmen and Dave                     |               |                                    |
| 2004-2005 | Manhunt: The Search for America's Most Gorgeous Male Model |               |                                    |
| 2005      | Tripping the Rift                                          |               | Veu                                |
| 2005      | House, MD                                                  |               | 1 episodi - Three Stories          |
| 2007      | Full Frontal Fashion                                       |               |                                    |
| 2007      | Joey                                                       |               | Artista invitada en dos episodis.  |